# Manufui
Manufui is een bestuurslaag in het regentschap Timor Tengah Selatan van de provincie Oost-Nusa Tenggara, Indonesië. Manufui telt 2612 inwoners (volkstelling 2010).